# Gliese 436 b
Gliese 436 b, GJ 436 b ou Awohali est une planète extrasolaire en orbite autour de l'étoile Gliese 436, une naine rouge située dans la constellation zodiacale du Lion, à environ 33,1 années-lumière (10,1 parsecs) de la Terre.
Découverte en 2004, Gliese 436 b fut l'une des premières exoplanètes connues de cette (petite) taille, en dehors du système solaire : il s'agit en effet d'un objet à peine une fois et demi plus massif que Neptune (23 masses terrestres pour GJ 436 b contre 17 pour Neptune), dont une caractéristique est la présence d'une immense queue cométaire. Elle est entourée d'un nuage d'hydrogène, surnommé le Béhémoth,, qui lui donne l'apparence d'une comète géante.

## Désignation
La désignation Gliese 436 b indique qu'il s'agit de la première planète connue du système planétaire Gliese 436 (la lettre « a » désignant l'étoile). La désignation du système fait référence au catalogue Gliese des étoiles proches : c'est la 436e étoile répertoriée dans la première édition de ce catalogue. Dans « GJ 436 b », la lettre G fait référence à Wilhelm Gliese et le J à Hartmut Jahreiß (en), co-auteurs de la seconde édition du catalogue, autrement appelée catalogue Gliese-Jahreiß.
En août 2022, le système planétaire Gliese 436 fait partie des vingt systèmes à nommer dans le cadre du troisième projet NameExoWorlds. Les noms approuvés, proposés par une équipe des États-Unis, sont annoncés en juin 2023 : Gliese 436 a s'appelle dorénavant Noquisi et sa planète Awohali, d'après les mots cherokee pour « étoile » et « aigle ».

## Méthodes de détection

### Vitesses radiales: découverte
Gliese 436 b a été découverte en 2004 par l'équipe de Paul Butler (Carnegie Institute of Washington) et Geoffrey Marcy (Université de Californie à Berkeley). Avec 55 Cancri e, Gliese 436 b a été l'une des premières d'une nouvelle classe d'exoplanètes, dont la taille est similaire à celle de Neptune, classe nommée Neptune chauds. Auparavant, seuls des Jupiter chauds avaient été découverts.
La masse de Gliese 436 b a pu être déterminée à l'aide des vitesses radiales. Elle se révèle 22 fois plus grande que celle de la Terre, et donc supérieure d'environ 30 % à celle de Neptune.

### Transit

#### En lumière visible, caractéristiques physiques
En 2007, la planète a été vue transitant devant son étoile. La profondeur des transits observés est de 0,69 %. Cela permet de déterminer le rayon de la planète, très proches de celui de Neptune. En date de mai 2007, Gliese 436 b était donc la plus petite exoplanète connue qui transite devant son étoile.[réf. nécessaire]

#### En ultraviolet, découverte d'une queue cométaire
GJ 436 b fait l'objet de a première étude dans l'ultraviolet lointain d'une planète de type Neptune chaud, au moyen du Space Telescope Imaging Spectrograph (en)(Spectrographe imageur du télescope spatial) du télescope spatial Hubble. Ses spectres réalisés en Lyman-α ont permis de mesurer l'évolution temporelle du flux de l'étoile. Des variations dans les observations sont interprétées comme étant dues à l'absorption par l'atmosphère de la planète pendant le transit.
En 2015 est annoncée la mesure de transits en ultraviolet (UV), d'une profondeur de 56.3 ± 3,5 % (1σ), bien supérieure aux 0,69 % de profondeur observés dans le visible. Ces transits en UV commencent deux heures avant leur contrepartie dans le visible et se terminent plus de trois heures après — un résultat très différent de l'étude de Kulow ci-dessus, en réalité reposant sur des éphémérides imprécises. L'interprétation de ce phénomène est la présence d'un énorme nuage principalement composé d'atomes d'hydrogène qui s'étend tel une queue de comète traînant derrière GJ 436 b. La planète perdrait ainsi de 100 à 1 000 tonnes) de gaz par seconde. Depuis sa formation, la planète aurait perdu ainsi 10 % de sa masse. Cette « fuite » de gaz est trop faible pour que la planète perde son atmosphère pendant la durée de vie de son étoile. La queue cométaire est longue d'environ quinze millions de kilomètres, tandis qu'un nuage d'hydrogène d'environ trois millions de kilomètres de diamètre se serait formé.

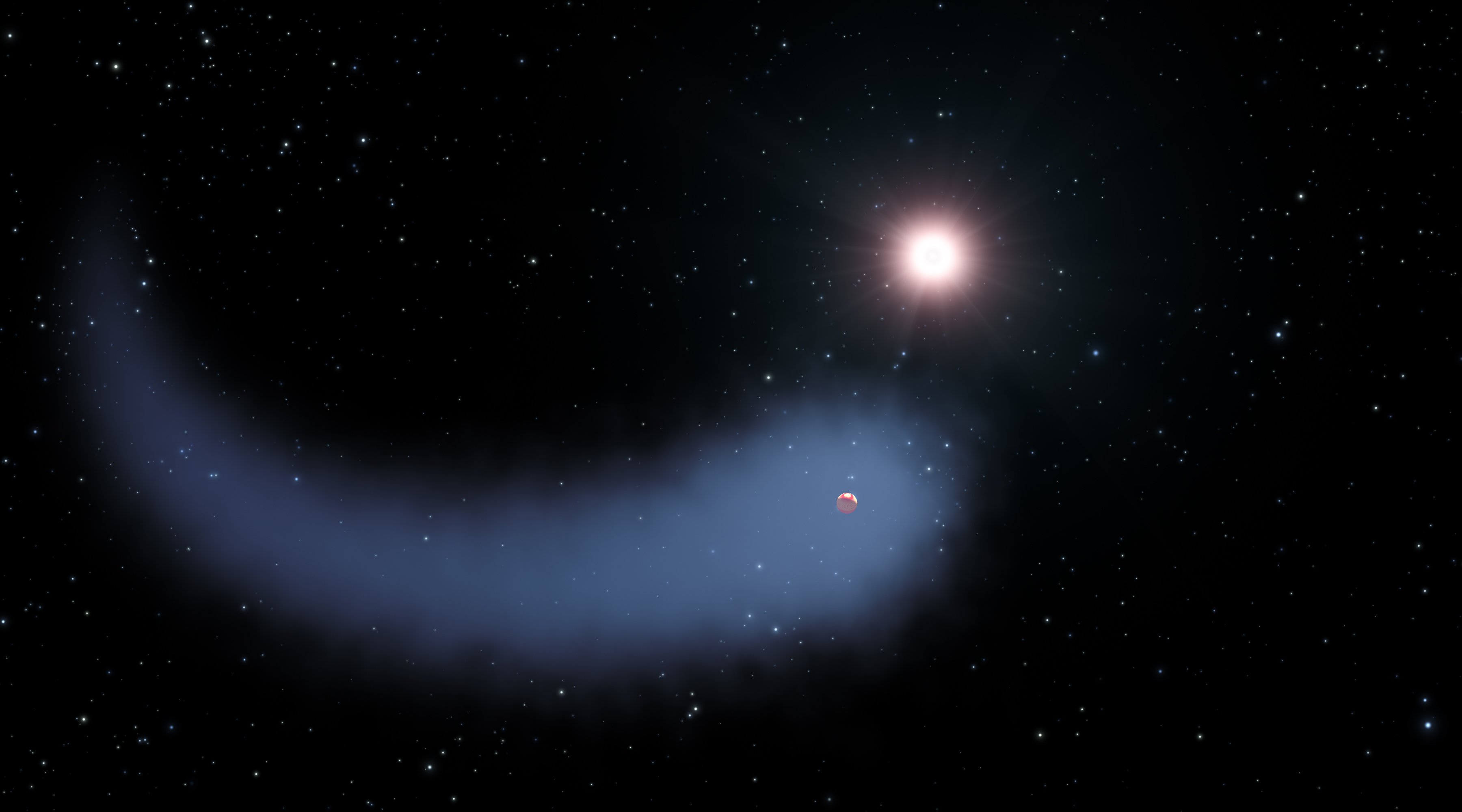
Impression d'artiste de Gliese 436b avec l’échappement d'une énorme queue d’hydrogène.

Ce n'est pas la première fois qu'un tel échappement de gaz est observé, mais jusqu'alors c'était autour de planètes très chaudes. La perte de masse atmosphérique affectant d'autant plus les planètes que leur masse est petite, cette découverte suggère que les planètes telluriques chaudes pourraient avoir été initialement des objets tels Neptune mais qui auraient par la suite perdu toute leur atmosphère.

## Caractéristiques orbitales
Une orbite autour de son étoile dure environ 2 jours et 15,5 heures terrestres. La température à la surface de la planète est élevée, mais pas autant que sur d'autres exoplanètes d'orbites similaires, car son étoile est une naine de type M (et donc assez froide).
L'orbite de Gliese 436 b est fortement elliptique (e = 0,16), mais se distingue surtout par son inclinaison (i = 80+21
 −18°) : la planète passe quasiment au-dessus des pôles de son étoile,. Cette orbite polaire et très elliptique pourrait ne pas être ancienne, mais être due à la présence d'une planète perturbatrice plus massive et plus lointaine, encore inconnue. L'activité cométaire de la planète ne daterait elle aussi que de la transformation de l'orbite à partir d'une orbite initiale de faibles inclinaison et ellipticité.

## Caractéristiques physiques

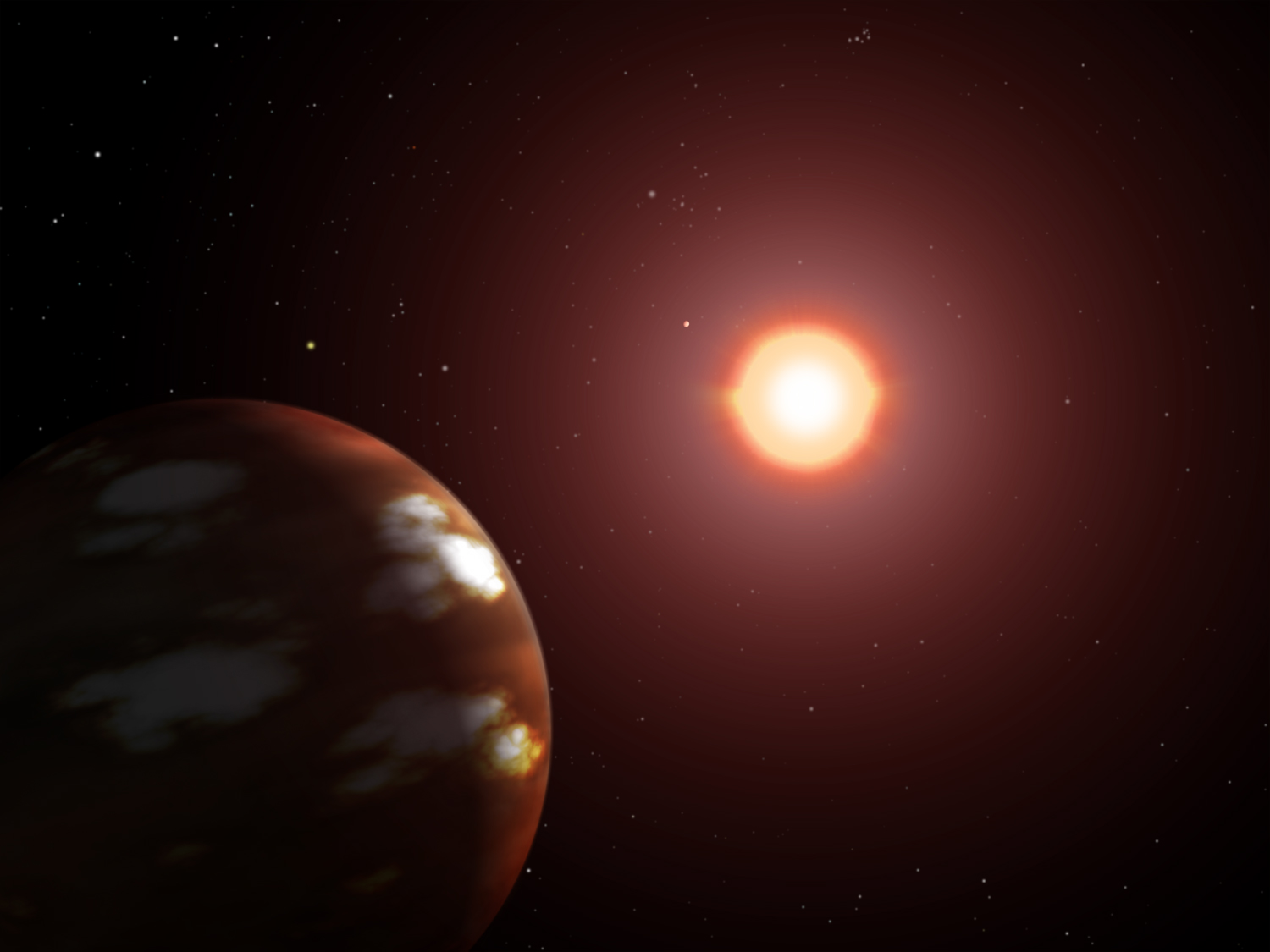
Vue d'artiste.
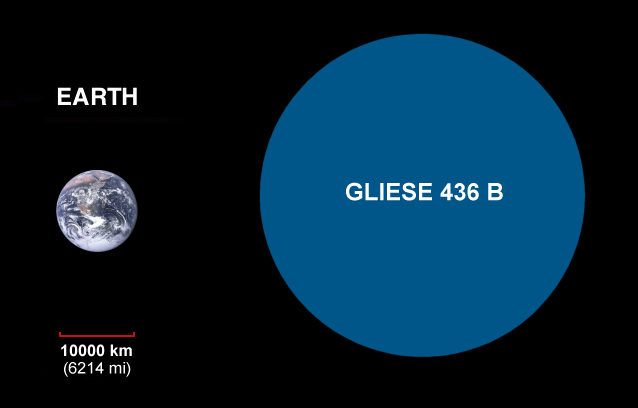
Comparaison de la taille relative entre la Terre et la taille de Gliese 436 b.
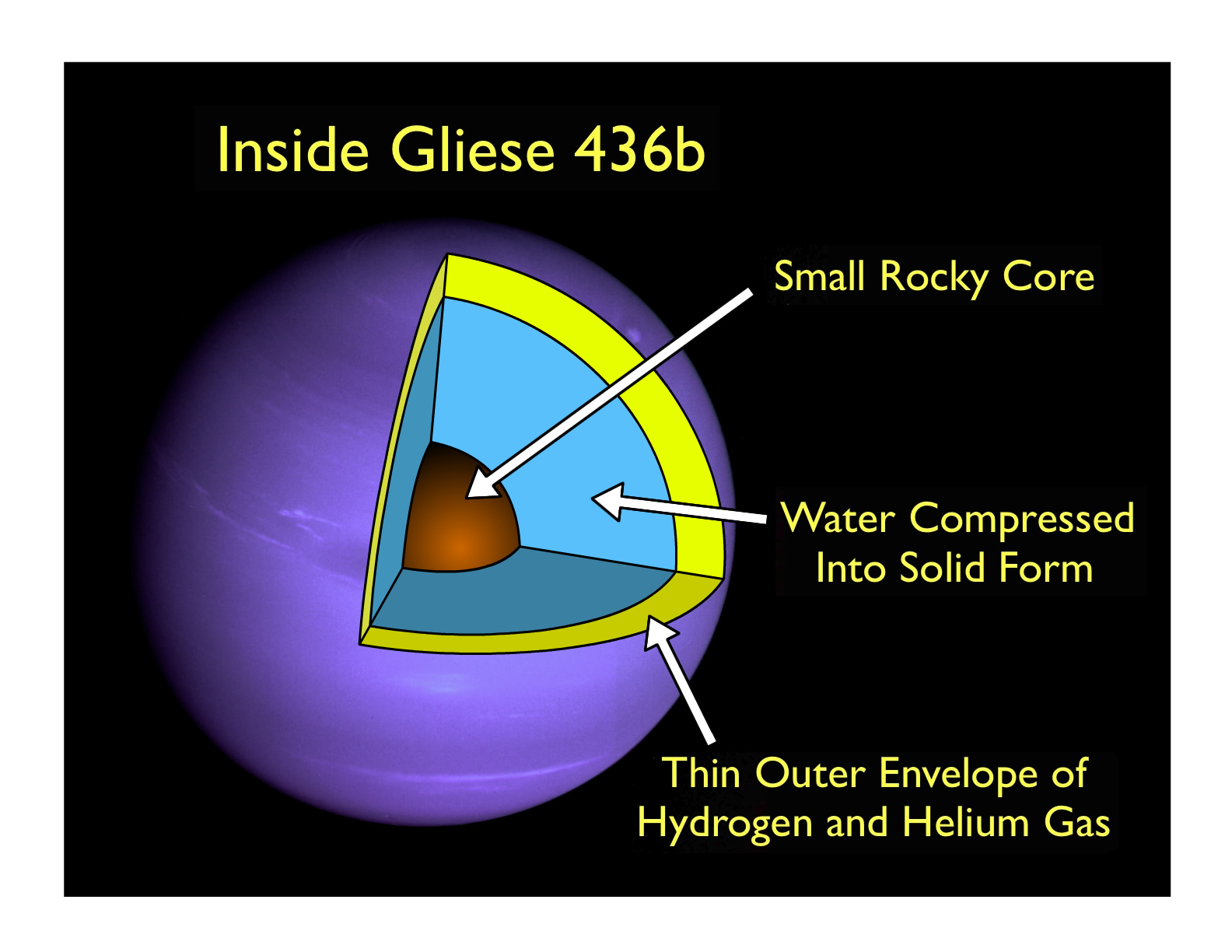
Structure interne possible de Gliese 436 b.
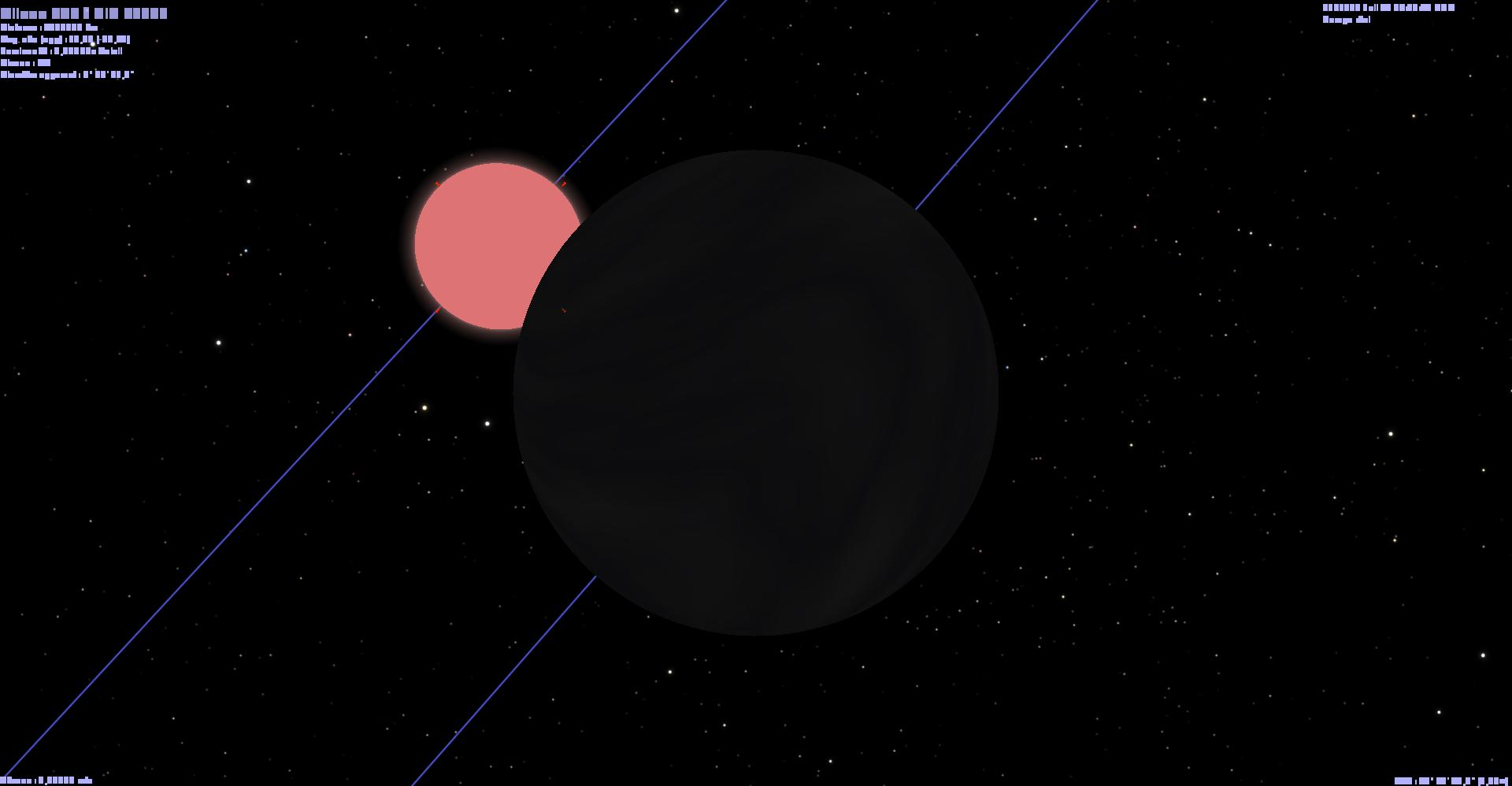
Gliese 436 b et son étoile vu dans Celestia.

Les principaux constituants de la planète sont certainement des formes exotiques de « glace chaude », aussi appelée glace X (glace en phase ordonnée par alignement symétrique des protons), qui reste solide à cause de la pression élevée des couches externes compressées par la gravité de la planète, malgré sa température de 250 °C. Une couche d'hydrogène et d'hélium, d'environ 10 % de la masse totale, est probablement nécessaire pour expliquer le rayon de la planète.

#### Articles scientifiques
- [Bean et al. 2008] (en) J. L. Bean et al., « A Hubble Space Telescope transit light curve for GJ 436b », Astronomy & Astrophysics, Observatoire européen austral, vol. 486, no 3,‎ août 2008, p. 1039-1046 (DOI 10.1051/0004-6361:200810013, lire en ligne, consulté le 13 octobre 2012). Les co-auteurs de l'article sont, outre J. L. Bean, G. F. Benedict, D. Charbonneau, D. Homeier, D. C. Taylor, B. McArthur, A. Seifahrt, S. Dreizler et A. Reiners.
- Khodachenko et al. 2019
- [Lavie et al. 2017] Baptiste Lavie et al., « The long egress of GJ 436b’s giant exosphere » [« Le long egress de l'exosphère géante de GJ 436 b »], Astronomy & Astrophysics,‎ 14 septembre 2017Les co-auteurs de l'article sont, outre Baptiste Lavie, David Ehrenreich, Vincent Bourrier, Alain Lecavelier des Étangs, Alfred Vidal-Madjar, Xavier Delfosse, A. Gracia Berna, Kevin Heng, Nicolas Thomas, Stéphane Udry et Peter J. Wheatley. Publié en ligne le 9 juin 2008.

#### Communiqués de presse
- [UniGE 2017] « Le retour de la planète chevelue », Communiqués de presse, Université de Genève,‎ 14 septembre 2017 (lire en ligne)
- [PlanetS 2017] (en) Pierre Bratschi, « Return of the comet-like exoplanet », News, PlanetS,‎ 14 septembre 2017 (lire en ligne)